# Gandra e Taião
Gandra e Taião (llamada oficialmente União das Freguesias de Gandra e Taião) es una freguesia portuguesa del municipio de Valença, situado en el distrito de Viana do Castelo. Según el censo de 2021, tiene una población de 1391 habitantes.

## Historia
Fue creada el 28 de enero de 2013 en aplicación de una resolución de la Asamblea de la República de Portugal promulgada el 16 de enero de 2013 con la unión de las freguesias de Gandra y Taião, pasando su sede a estar situada en la antigua freguesia de Gandra.

## Demografía
| Gráfica de evolución demográfica de Gandra e Taião entre 2011 y 2021 |
|                                                                      |
| Datos según el nomenclátor publicado por el INE portugués.           |